# Avestā
(Avestā, Yasna. XXVIII.1. Traduzione di Arnaldo Alberti, in Avestā, Torino, UTET, 2004, p. 150)

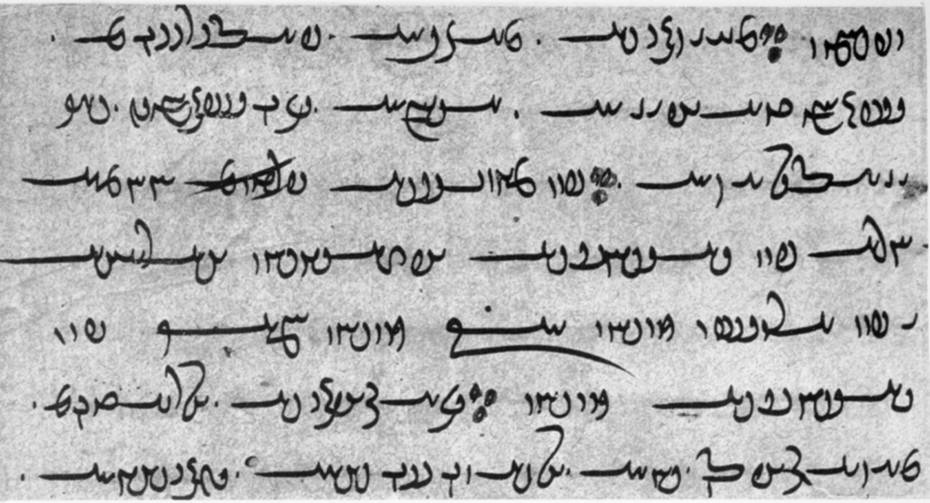
Avestā, apertura del Gāthā Ahunavaitī, Yasna XXVIII,1 (dalla Biblioteca Bodleiana MS J2)

L'Avestā è il nome sotto il quale si colloca l’insieme dei libri sacri appartenenti alla religione mazdea.

## Etimologia
Il significato etimologico di tale parola non è ancora stato stabilito con certezza, ed è tuttora oggetto di dibattito da parte degli studiosi iranisti. Sappiamo, ad ogni modo che tale termine dovrebbe derivare dalla parola avstak in pazand la cui corrispondente parola medio persiana è scritta in pahlavi: p(y)st'k. Essa è stata interpretata in vari modi ma la resa più plausibile è risultata poi essere abestāg, termine discendente secondo alcuni studiosi, dalla radice dell'antico persiano upa-stavāka che vuol dire lode. Il carattere dell'Avesta è fondamentalmente religioso, ma nel suo vasto corpus comprende anche elementi di cosmogonia, astronomia, norme e tradizioni familiari: L'importanza di tale manoscritto non va sottovalutata perché esso non solo ha trasmesso le prime speculazioni religiose mazdee, ma è l'unica prova dell'esistenza di un idioma altrimenti sconosciuto e cioè l'avestico. Si tratta di un'antichissima lingua iranica che assieme all'antico persiano costituisce una suddivisione del ramo indo iranico appartenente all'Indo-europeo.
L'Avestico possiede 14 grafemi vocalici e 37 grafemi consonantici, tant'è vero che si tratta di una scrittura che tende maggiormente alla descrizione dell'aspetto fonetico rispetto a quello fonologico. Tutto ciò perché vi era una forte necessità di distinguere in maniera netta i vari segni e gli accenti, al fine di non sbagliare la pronuncia delle preghiere che, se recitate erratamente, rischiavano di non andare a buon fine. Un problema rimasto ancora irrisolto riguardo alla lingua, è la sua vicinanza con l’antico persiano, infatti si è pensato che si potesse trattare della stessa lingua, ma con funzionalità diverse. Ma questa è solo una delle ipotesi fatte sull'argomento, riguardo al quale ci sono ancora molti interrogativi irrisolti. L’Avesta come ci è pervenuto oggi è un complesso di scritti d’intonazione profondamente diversa destinati a scopi liturgici e rituali. Esso è difatti la raccolta delle preghiere da recitare nella celebrazione del sacrificio e delle formule da pronunciare nelle varie ricorrenze quotidiane. Tale corpus di testi antichi è stato ottenuto dalla collaborazione tra sacerdozio mazdeo e potere politico sasanide. Purtroppo solo una frazione di tale corpus rimane fedele alle antiche tradizioni religiose, ed è stato trasmesso dalle comunità Parsi dell'India e dell'Iran. Ciò che è stato ricostruito dagli studiosi occidentali si trova in manoscritti risalenti a questo millennio, il più antico risale al 1288 d.C.
L'Avesta va distinto dai suoi commentari esegetici che sono designati come Zand (o Zend dall'avestico azāndi, Commentario).

## Origini e storia
L'antica storia dei libri sacri è riportata in una serie di testi pahlavi. Secondo una serie di leggende si narra che originariamente i libri dovevano essere 21, detti anche Nasks ossia 21 parti che furono create da Ahura Mazda e portate poi da Zaraθuštra al re Vištāspa. Quest'ultimo ne scrisse due copie, una delle quali depositata nel tesoro mentre l'altra nell'archivio. Successivamente, con l'arrivo di Alessandro Magno, l'Avesta fu distrutta dai Greci i quali ricopiarono e tradussero in greco le nozioni delle quali potevano avvalersi.
Il primo passo verso la ricostruzione dei cosiddetti Nasks fu compiuto sotto gli Arsacidi, il cui sovrano Valaxs riuscì a raccogliere sia i frammenti scritti che quelli trasmessi in forma orale. Tale impresa, di grande importanza, fu successivamente portata avanti dai Sasanidi in quattro fasi diverse:
- Ardashir I ordinò all'alto sacerdote Tansar di completare il lavoro di ricollezionamento cominciato dagli Arsacidi;
- Šāpūr I iniziò una ricerca per ritrovare i documenti dispersi dai Greci e li fece reintrodurre nell’Avesta;
- Con Sapur II il sacerdote Adurbad i Mahraspandan effettuò una revisione generale del canone e ne assicurò il carattere ortodosso;
- Sotto Cosroe I fu effettuata una revisione finale della traduzione pahlavi.

Purtroppo le testimonianze della tradizione religiosa mazdea sono spesso incoerenti e di conseguenza non possono essere prese alla lettera, infatti tale testimonianza è basata su delle leggende. In realtà non vi sono fonti storiche che parlano di un codice Avesta ricostruito dai Sasanidi o di una distruzione ad opera dei “nemici” Greci, bisogna quindi rifarsi agli studi della recente dottrina. Datare l'Avestā, come il periodo di esistenza del suo presunto profeta estensore (Spitāma Zarathuštra), è un compito non facile. Essa, come il Veda indoario, è stata probabilmente trasmessa inizialmente per via orale prima di essere messa per iscritto. I testi che formano il canone, infatti non sono stati scritti tutti durante lo stesso periodo. Bisogna quindi fare una prima iniziale distinzione cronologica tra gli Antichi testi Avesta (Gathas, Yasna Haptaŋhāiti e le 4 grandi preghiere) e i più recenti testi Avesta. Tra i due passano probabilmente secoli di differenza, ma le date precise non possono essere stabilite con certezza. Sappiamo però che negli ultimi anni c’è stato un consenso crescente che vede la stesura dei Gathas collocata attorno al 1000 a.C. partendo però dal presupposto che i testi più recenti dell’Avesta siano più o meno contemporanei ai grandi monumenti dell’Antica Persia. Ciononostante ancora nessuna argomentazione linguistica o testuale consente di raggiungere un determinato grado di certezza al riguardo.
La prima trasmissione dell’Avesta dovette avvenire oralmente, dato che solo con l’invenzione dei caratteri cuneiformi dell’antico persiano (avvenuta sotto Dario I) si sarebbe potuta avere una trascrizione dei codici religiosi. Una sua prima stesura, basata su testi precedenti, si può far risalire al periodo degli Achemenidi nel VI secolo a.C. Ne sarebbero prova le iscrizioni di Dario I (regno: 521–486 a.C.) nonché quelle di Serse (regno: 486-465 a.C.) rinvenute a Persepoli e scritte in lingua antico-persiano, un dialetto iranico meridionale, con contenuti di chiara ispirazione zoroastriana. Tuttavia si tratta di notizie senza alcun fondamento solido, in quanto non ci sono reali evidenze che gli Achemenidi abbiano realmente fatto ciò. Difatti fino all'avvento dei Sasanidi e anche durante il loro regno, l’Iran era una regione nella quale i documenti scritti erano molto rari, soprattutto per quanto riguarda la tradizione religiosa, la quale porta fede all'antica tradizione Indo ariana che stabilì la preminenza di una trasmissione orale precisa e accurata, a discapito di quella scritta, rendendo l’apprendimento mnemonico un elemento essenziale. Appreso ciò sembra alquanto difficile credere che gli scrittori dei libri in pahlavi condividessero la stessa ignoranza dei giorni nostri riguardo all’antica storia dell’Avesta. È comunque importante sottolineare il modo straordinario in cui è stata preservata la memoria di una vera e propria rottura religiosa, conseguenza questa dovuta all'assenza di un forte potere politico dopo la conquista greca.
Se consideriamo che la lingua utilizzata nell'Avestā, l'avestico, è assolutamente precedente all'antico persiano delle iscrizioni achemenidi ne consegue che:
(Arnaldo Alberti, Introduzione all'Avestā, pp. 14-15)
D'altronde Albert de Jong ricorda che la messa per iscritto di tale testo non si può far risalire a prima del V secolo a.C. e che solo una piccola parte dell'Avestā si può far risalire all'opera di Zarathuštra. Arnaldo Alberti ritiene invece che la messa per iscritto dell'Avestā possa essere fatta risalire al IV secolo a.C. È merito di uno studioso, C.F Andreas l'aver richiamato per primo l'attenzione degli iranisti riguardo al fatto che il testo pervenuto fino a noi è frutto di una trascrizione effettuata dai Sasanidi su una redazione fatta dagli Arsacidi. Quante volte e dove il testo avestico sia stato ritrascritto non si è ancora in grado di stabilirlo poiché, presi come termini estremi la redazione in alfabeto avestico, può esservi stata di mezzo una redazione in alfabeto pahlavi dell'età arsacidica e una redazione in parsi dei primi tempi dell'età sasanica. Che almeno quella in pahlavi vi sia stata, è provato dal fatto che l'alfabeto con vocali creato dai sacerdoti dell'età sasanica, è il risultato d'una combinazione dell'alfabeto parsīk con l'alfabeto pahlavīk, come è stato dimostrato poi da Junker. I manoscritti su cui si basano le attuali edizioni dell’Avesta appartengono a due diverse tradizioni: quella iranica che risale al XIII secolo d.C. e quella indiana al XVII secolo d.C. Per quanto riguarda invece la prima traduzione in lingua occidentale dell'Avestā, la si deve all'orientalista francese Abraham Hyacinthe Anquetil-Duperron (1731-1805) che recatosi in India riuscì ad iniziarsi all’interpretazione linguistica e a fare suoi anche gli usi e costumi pahlavi. Nel 1771 pubblicò il suo Zend Avesta, ouvrage de Zoroastre contenant les idées religieuses théologiques de ce législateur les cérémonies du culte religieux et plusieurs traits relatifs à l'histoire ancienne des Perses, oggi tale traduzione, fondata per lo più sulla traduzione in pahlavi, ha solo valore storico.

## Struttura
I testi dell'Avesta a nostra disposizione non si presentano in maniera unitaria ed omogenea, ma piuttosto come raccolta di opere di varia origine.
Dal punto di vista del suo utilizzo l'Avesta può essere diviso in due blocchi maggiori: liturgie devozionali e testi rituali. Questi ultimi erano recitatati dai sacerdoti durante le cerimonie che si svolgevano all'interno del tempio del fuoco, mentre le liturgie devozionali potevano essere recitate da chiunque in qualunque posto.
I testi rituali si compongono degli Yasna, dei Visperad e dei Vendidad. Mentre i testi devozionali sono formati dagli Yasht e dalle preghiere e benedizioni collezionate nel Khorde Avesta.

## Testi rituali

### Lo Yasna
Lo Yasna (culto, offerta, sacrificio, servizio liturgico) è una raccolta in 72 sezioni (o "inni", hātì). Le invocazioni sono recitate durante il culto e in particolar modo durante il consumo rituale del Parahaoma e cioè una miscela fatta con ramoscelli di piante del melograno pestati con succo della pianta sacrificale e cioè l’Haoma, con latte sacrificale e acqua.
I 72 capitoli sono rappresentati simbolicamente dai fili che compongono la sacra cintura dello zoroastrismo e cioè la kusti. Tali capitoli si dividono in 3 grandi sezioni: Y 1-27, Y 28-54, Y 55-72, nella sezione centrale si trova la parte più antica dell’Avesta che consiste nei Gathas che a loro volta sono disposti attorno al "culto dei 7 capitoli" ossia lo Yasna Haptaŋaiti. Durante l'ultimo passo della recitazione di quest'ultimo, avviene la trasformazione del rituale del fuoco, momento culmine della cerimonia religiosa. Questi antichi testi Avesta erano introdotti e conclusi da due antiche preghiere chiamate a loro volta Ahuna Vayria e Aryaman Isya.
Ecco alcuni esempi di invocazioni recitate durante il culto:
- la preparazione e l'offerta della bevanda sacrificale, l'Haoma (corrispondente al Soma vedico) che si avvia così:

(Avestā. Yasna, IV,1. Traduzione di Arnaldo Alberti, in Avestā, Torino, Utet, 2004, p. 103)
- la professione di fede (Yasna XII) che si avvia così:

(Avestā. Yasna, XII,1)
- la benedizione (Yasna XIII) degli esseri divini (i Bagān)  che si avvia così:

(Avestā. Yasna, XIII,1)

#### Le gāthā (gāθā) di Zarathuštra
Le Gathas sono formate da 17 inni, ognuno dei quali è denominato in modo acronimo secondo le prime lettere con cui inizia ciascun inno.
Inoltre la metrica delle gatha è determinata dal numero delle sillabe. Poiché Zarathuštra avrà svolto in prosa la sua predicazione, questi inni sembrano piuttosto componimenti da lui dettati ai suoi discepoli più vicini, come espressione immediata del suo entusiasmo religioso.

Solo parzialmente infatti si è in grado di ricostruire il pensiero del profeta in tutte le sue parti. Originariamente le gāthā erano suddivise in cinque gruppi, in base alla loro differente metrica, e raccolte nel Gasanik Nask, il primo nask a essere recitato durante le cerimonie. Questo gruppo testuale possiede origini antichissime ed è stato tramandato per lungo tempo per via orale, questo spiegherebbe le sue parti corrotte, quelle mancanti e quelle prive di coerenza

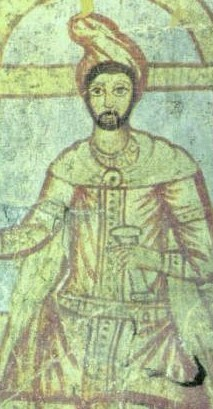
Immagine rinvenuta a Doura Europos (Siria), risalente al III secolo d.C., che, comunemente, viene intesa come quella del profeta iranico Zarathustra

Le gāthā di Zarathuštra sono così suddivise:
- Dal XXVIII al XXXIV Yasna viene riportata la  Ahunavaitī Gāthā (Canto del Signore).

Così ad esempio il V verso dello Yasna, XXXI
(Avestā, Gāthā Ahunavaitī, Yasna, XXXI,5)
- Dal XLIII al XLVI Yasna viene riportata la Uštavaitī Gāthā (Canto della Felicità, «Felicità sia per colui che procura felicità al suo prossimo»).
- Dal XLVII al L Yasna viene riportata la Spentāmainyu Gāthā  (Canto dello Spirito Santo del Bene).
- Al LI viene riportata la Vohukšathrā Gāthā (Canto del buon dominio).
- Al LIII viene riportata la Vahištōišti Gāthā (Canto del miglior desiderio) la quale è ritenuta di dubbia attribuzione in quanto probabilmente recenziore rispetto alle altre gāthā zarathuštriane.

### Visperad
Si tratta di una collezione di testi liturgici mai recitati soli ma sempre assieme agli Yasna. Il cerimoniale degli Yasna, ingrandito dalla recitazione dei Visperad prende il nome di Alta cerimonia del Visperad, celebrata specialmente durante la grande festività stagionale, il Gahanbars. Mentre gli Yasna sono divisi in capitoli, i Visperd sono divisi in 24 piccole sezioni. Le recite contenute in queste sezioni sono simili a delle invocazioni liturgiche che ricordano le preghiere contenute all’interno degli Yasna più recenti dell’Avesta.

### Vendidad o Videvad
Il Vendidad è il terzo grande testo dell'Avesta recitato durante l'intima cerimonia liturgica, celebrata esclusivamente all'interno del tempio dell fuoco, il Dar el Mehr. Così come i Visperad, i Videvad sono recitati sempre assieme agli Yasna e mai soli. La cerimonia durante la quale essi vengono enunciati è chiamata “Pura Vendidad” tale denominazione è dovuta al fatto che tali testi non sono stati tradotti in pahlavi ma si trovano solamente in lingua avestica. Qui troviamo sempre la divisione in sezioni, questa volta 22 intervallate con le sezioni dei Visperad e i capitoli degli Yasna, in una trama molto particolare. Ma ciò che è importante sottolineare è che questo testo non ha solo una funzione di tipo liturgico ma rappresenta il codice di leggi dello zoroastrismo, in cui sono descritte pene, riti di purificazione ecc. Lo stile dei Videvad si distacca totalmente dalla tendenza liturgica incontrata nei testi precedenti, difatti tale genere è descritto come letterario, in quanto collegato all'ottica di insegnamento che voleva essere dato da Zarathustra o Ahura Mazda. Infatti è stato detto più volte che tale testo conduce in maniera più diretta nelle vita pratica degli zoroastriani.

## Testi devozionali

### Yasht
Una parte non trascurabile degli Avesta sono sicuramente i 21 inni che vanno a comporre gli Yasht. Questi sono dedicati ad un'ampia ed eterogenea gamma di divinità o entità divine, come Mithra, Haoma e altre divinità di origini iraniche. La maggior parte degli inni sono dedicati a fenomeni o entità naturali come il sole, la luna, il vento e le stelle. Dal punto di vista metrico gli Yasht cominciano e finiscono con la medesima formula, nella quale viene talvolta sostituito il nome della divinità invocata. Anche gli inni degli Yasht sono divisi in sezioni chiamate Karde, ognuno di essi consiste in una preghiera che include il nome dell’essere divino a cui è dedicato l’inno, accompagnato da una formula di culto. Questo vale per ogni karde, dato che condividono tutti la stessa composizione. Sono stati individuati due modelli base secondo cui sono organizzati i karde, il primo ha un carattere essenzialmente leggendario e consiste in un racconto di coloro che adorando la divinità in questione, ci si rivolgevano ad essa alla 3 persona parlandone quindi al passato. . Il secondo modello invece comprende dei racconti più propriamente “innici” nei quali si elencano una serie di qualità della divinità, indirizzandosi ad essa in prima persona.

### Khorde Avesta
Chiamata anche "Piccola Avesta", è una collezione di testi devozionali utilizzati da persone laiche durante la vita quotidiana. Si compone di 4 maggiori gruppi di preghiere: 
- Siroze - formato da preghiere che seguono i 30 giorni del calendario degli Yasht, in cui ogni giorno è presieduto da una specifica divinità.
- Niyayisn - sono 5 preghiere che invocano rispettivamente il sole, Mithra, la luna, le acque e il fuoco.
- Gah - vanno recitati nel corso dei 5 quarti (Gah) in cui viene diviso il giorno dagli zoroastriani: mattina, mezzogiorno, pomeriggio, sera e notte.
- Afringan - si tratta di 4 preghiere recitate in diverse occasioni: la prima in onore di una persona defunta, la seconda durante il quintultimo giorno dell’anno, la terza durante le 6 grandi festività stagionali e la quarta all’inizio e alla fine dell’estate.